# Chraň i malá zvířátka
Chraň i malá zvířátka (v anglickém originále All the Little Animals) je britský dramatický film z roku 1998. Režisérem filmu je Jeremy Thomas. Hlavní role ve filmu ztvárnili John Hurt, Christian Bale, John Higgins, Daniel Benzali a James Faulkner.

## Obsazení
| John Hurt      | pan Summers       |
| Christian Bale | Bobby Platt       |
| John Higgins   | Dean              |
| Daniel Benzali | Bernard De Winter |
| James Faulkner | Stuart Whiteside  |
| John O’Toole   | řidič             |
| Amanda Boyle   | Des               |
| Amy Robbins    | Valerie Ann Platt |